# IC 4558
IC 4558 ist eine Spiralgalaxie vom Hubble-Typ S im Sternbild Schlange am Nordsternhimmel. Sie ist schätzungsweise 457 Millionen Lichtjahre von der Milchstraße entfernt.
Das Objekt wurde am 24. Juli 1903 von Stéphane Javelle entdeckt.